# نظارت بر چاپ
مدیریت کنترل کیفیت چاپ و نظارت بر چاپ به کلیه اعمال و روندی گفته میشود که از مرحله طراحی گرافیک تا  مرحله چاپ بروی دستگاه و ماشین آلات چاپ انجام میشود تا کیفیتی مطلوب از رنگ و ساختار تصویر به‌صورت استاندارد شده خلق گردد. نظارت بر چاپ بخشی از سیستم کنترل کیفیت است که در مراحل چاپ باعث خروجی مطلوبی در تولید میشود. فردی که در تیم کنترل کیفیت وظیفه نظارت بر چاپ را دارد، ناظر چاپ یا ناظر فنی چاپ نامیده میشود. فعالیت ناظران چاپ دستگاه چاپ افست به علت دانش و اطلاعات بیشتر این دستگاه در اکثر کشورها، یکی از محبوب ترین رشته های فعالیت حیطه کنترل کیفیت است.

از بخش های مهم دیگر در مدیریت کنترل کیفیت چاپ، مدیریت رنگ است. در واقع مدیریت رنگ به معنای کنترل کردن رنگ در زمانی است که کاربر قصد انتقال آن را از یک شیوه به یک شیوه دیگر دارد. این شیوه ها می‌توانند دستگاه چاپگر، اسکنر، دوربین دیجیتال، مانیتور، دستگاه های چاپ تجاری و حتی شیوه های چندرسانه ای باشند.هر سیستم مدیریت رنگی شامل یک پروفایل رنگ ICC  میباشد که هر پروفایل شامل محتوای دستگاهی است که کاربرد قصد دارد فایل خود را به آن انتقال دهد و نیازهای رنگی خود را تعریف کند.

## مراحل نظارت بر چاپ
طبق آخرین استانداردهای تعریف شده از سوی شرکتهای ارایه کننده خدمات نظارت بر چاپ و شرکت تولیدکننده دستگاه های چاپی هایدلبرگر دروکماشینن، روند نظارت و کنترل کیفیت چاپ بر این اساس تعریف میشود:
- بررسی سند و ابعاد آن پیش از تهیه فایل خروجی
- کنترل و تنظیم ساختار مدیریت رنگ اسناد
- انجام اصلاحات مربوط به رنگ و کیفیت تصویر در خروجی
- کنترل اسناد در لیتوگرافی بروی فیلم و زینک
- کنترل رنگ و موارد مرتبط در زمان چاپ